# 拉隆德·戈登
拉隆德·戈登（英語：Lalonde Gordon，1988年11月25日—），特立尼达和多巴哥男子田径运动员。他曾代表特立尼达和多巴哥参加2012年和2016年夏季奥林匹克运动会田径比赛，其中2012年夏季奥运会获得二枚铜牌。